# Idrottsparken, Södertälje
Idrottsparken är en arena i Södertälje i Södermanland.

## Bakgrund
Idrottsparken är byggd för flera olika sporter. Bland annat finns friidrottsbanor och fotbollsplan. Arenan är belägen intill Täljehallen, Biologiska Museet och sjukhuset. I närheten av idrottsparken ligger friluftsområdet Kusens Backe.
Månskensrinken var från början hemmaplan för Södertälje Sportklubb, när den invigdes 1955. Efter invigningen av Scaniarinken 1970 minskade betydelsen av Månskensrinken, då få stora matcher spelades där. I och med invigningen 2005 av Södertälje fotbollsarena har även de stora sommarevenemangen successivt att flyttas från Idrottsparken.

## Publikkapacitet
Arenan har omkring 600 platser på den västra läktaren, vilken är utrustad med tak. På östra sidan finns en aningen större läktare, som dock inte är utrustad med tak. Den totala publikkapaciteten är 1 600 personer.